# Тристано Сфорца
Тристано Сфорца (на италиански: Tristano Sforza; * нач. на юли 1422, Милано, Миланско херцогство; † 11 юли 1477, пак там) е италиански кондотиер, господар на Саличето, Ночето и Лузураско (инвеститура на 30 август 1466 г.) от семейство Сфорца.

## Произход
Той е извънбрачен син на Франческо I Сфорца (* 1401, † 1466), херцог на Милано (от 1450 г.) от тогавашната любовница на Морело Сколари от Парма, господар на малък замък в района на Пиаченца. Има една полусестра от брака на баща му с Полисена Руфо, шест полубратя и две полусестри от брака му с Бианка Мария Висконти, и още тридесет и четири полубратя и полусестри от извънбрачните му връзки.

## Биография

### Ранни години
До 1443 г. е отгледан в миланската къща при Порта Верчелина на благородника Морело Сколари и съпругата му Доротея дела Кроче. Франческо Сфорца му осигурява отлично образование и от 1439 г. той учи при хуманиста Матия да Тривио.
На 16 октомври 1448 г. папа Николай V узаконява Тристано, както и всички други извънбрачни деца на баща му.

### Военни и дипломатически мисии
Тристано тръгва по стъпките на баща си във военното дело. Съвсем млад броненосец, начело на няколко кавалерийски копиеносци, още през 1447 г. той е част от дружината на Сфорца. След период прекаран в Кремона, се установява в Пиаченца и през 1448 г. участва в битката при Караваджо и във военните операции срещу венецианците. След като баща му завладява Миланското херцогство през 1450 г., той участва във военните операции срещу Венецианската република през 1452 – 53 г. между района на Кремона и Бреша: тогавашните хронисти припомнят преди всичко неговата отговорност в катастрофалната загуба на Сончино, която през май 1452 г. позволява на венецианците да преминат необезпокоявано река Ада и да стигнат до Кремона, където са спрени.
Следват различни военни подвизи: той е начело на дружина от 20 копиеносци и 100 конника, а военната му кариера се редува с политически постове и дипломатически мисии.
През 1454 – 55 г. започват преговори за брака му с Беатриче д’Есте – извънбрачна узаконена дъщеря на Николо III д’Есте в контекста на договорите между Франческо Сфорца и херцога на Модена Борсо д’Есте. Те не са лесни, тъй като Есте се опасява, че ще бъде изтласкан в подчинено положение в контекста на Италианската лига и в същото време иска да се справи с различните феодални и политически спорове. Зестрата е установена на 10 хил. дуката. Бракът е сключен през април 1455 г. като залог за приятелство между дворовете на Милано и Ферара, великолепно възхвалявана от поети и писатели като Франческо Филелфо, Бонино Момбрицио и Гуарино Веронезе. Двойката се установява в голям и удобен дворец, разположен в енорията Сан Феделе в Милано.
Тристано продължава да участва във военни и дипломатически мисии. През 1465 г. е в Неапол като придружител на полусестра си Иполита Мария Сфорца, на която предстои брак. През 1466 г., след смъртта на баща си, е в гарнизона на Болоня с военните си части. През същата година е изпратен в Парма, за да се справи със сериозна политическа криза, но среща голяма опозиция, както заради партизанството си в полза на трите фракции (наречени Tre Squadre) – враг на Роси, така и защото заедно със съпругата си участва в приеми във време на големи сътресения за града.
През 1468 г. заминава за Франция в ролята на пълномощник на полубрат си Лудовико Мария, за да се омъжи от негово име в Замъка Амбоаз на 10 май за Бона Савойска, на която носи многобройни подаръци от младоженеца. През есента със своята дружина той пази Джера д’Ада поради страха от венецианците.
През юли 1469 г., докато е в Болоня с милициите си, му е наредено да се мобилизира, за да помогне на Римини, но той не се подчинява. Понеже това не е първият такъв случай, херцогът свиква тайния херцогски съвет, за да го накаже: според някои съветници Тристано заслужава смърт, а според други трябва да се вземат под внимание неговото родство с херцога и обстоятелствата, които са го накарали да остане в Болоня. През ноември херцогът изпраща пратеник да разпусне дружината. Независимо от това през 1470 г. херцог Галеацо Мария сочи своя полубрат в наследствената линия на Миланското херцогство, непосредствено след законните наследници на дом Сфорца. През следващите години неговата дружина от 80 души оръженосци и 400 конници се появява отново в списъците на херцогската армия.
Заедно с Роберто Сансеверино и Корадо да Фолиано Тристано има правото да бъде наричан „великолепен лорд“ и се радва на отделна церемониална роля в херцогския двор. Той и съпругата му водят разкошен живот, включващ задачи на високо политическо и дипломатическо представителство, придворни забавления, лов, празненства, танци, турнири и престой в провинцията, особено в любимия град Торе Палавичина. Принадлежността към княжески род не попречва на Тристано да забогатее, като дава заеми, купува земя и дори участва в печеливши търговски и индустриални дейности.

### Смърт
В началото на 1477 г., след убийството на херцог Галеацо Мария Сфорца (26 декември 1476 г.), Тристано е приет в Малкия сенат, който се събира в замъка на Порта Джовия. Малко след това е изпратен в Парма, където отново започват сблъсъци между фракциите. Мисията му е успешна: през юни между фракциите е сключен мир и той се завръща в Милано.
Същата година се подлага на операция за отстраняване на болезнен оток от седалището. Преди нея той узаконява единствената си дъщеря Елизабета Маргерита, на пет години, родена от Орсина Суригони, и избира за изпълнител и настойник на наследството Ерколе I д’Есте – полубрат на съпругата му Беатриче. Голямото му имущество на стойност 20 хил. дуката плюс пари в брой и кредити са завещани на дъщеря му, а 1/4 – на съпругата му, на която се дава и правото на ползване. Понеже дъщеричката му е непълнолетна, всички актове са съставени особено внимателно и са придружени от опис на движимо имущество и на кредитите, което потвърждава високия стандарт на живот на Тристано Сфорца. Освен миланския дворец той има активи и интереси в Торе Палавичина, активи във феода Кастелацо Бормида, предоставени му от баща му през 1463 г., и имение в Сомо. Той също така притежава място в Милано при Порта Нуова и притежава земя от болницата Маджоре.
Вследствие на операцията Тристано умира на 11 юли 1477 г. на 48-годишна възраст. Някои пишат, че внезапната му смърт е справедливото божие наказание за грешките, допуснати в Парма, a други твърдят, без основание, че е бил убит. Погребан е в манастира Сант Анджело, избран като място за посвещение от кръг от особено вдъхновени милански благородници. Въпреки всички взети законови мерки, през следващите години вдовицата и дъщеря му, омъжена за Палавичини, се изправят една срещу друга в изтощителна правна битка, продължила до края на века.
Името му е свързано с едноименната кула на Палат Барбо в Торе Палавичина като укрепен дом, датиращ от 1455 г. с цел опазване на притежанията му в района на Калчана (територия по югоизточните граници на днешна Провинция Бергамо).

## Брак и потомство
∞ април 1455 като втори съпруг за Беатриче д'Есте (* 1427, Ферара; † пр. 29 ноември 1497, Милано), извънбрачна узаконена дъщеря на Николо III д'Есте – маркграф на Ферара, Модена и Реджо нел'Емилия и любовницата му Катерина, и вдовица на Николо I да Кореджо. Нямат деца.
От Орсина Сунигони има една извънбрачна, узаконена дъщеря:
- Елизабета Маргарита Сфорца (* ок. 1475), ∞ 17 януари 1481 (договор),[6] 28 януари 1484 в Милано за кондотиера Галеацо I Палавичини († януари 1520),[7] от когото има три дъщери.[8]